# Paul Reneaulme
Paul Reneaulme fue un médico y botánico francés, nacido en Blois en 1560 y fallecido en 1624.
Viajó por Blois, Suiza, Dauphiné, y Mont Ventoux para recoger plantas, y lo publicó en 1611 en Specimen historiæ plantarum: un volumen de 150 páginas de texto, escrito en latín, y griego, que contiene la descripción de 108 plantas de especies o variedades, con 25 placas de página completa intercaladas en el texto, en representación de 49 especies de plantas. Este libro presenta una taxonomía de prueba y nomenclatura sistemática, con géneros, subgéneros y especies. La epístola dedicatoria, dirigida al cardenal du Perron, revela que estaba en la mente del autor un proyecto de obra mayor. Las últimos 24 hojas están ocupadas por cinco poemas latinos de Jacques-Auguste de Thou.
Como médico, publicó en 1606 un libro sobre farmacopea que le produjo una demanda presentada por los boticarios de Blois, donde fue defendido por Pierre Dupuy, del que fue el tutor.
Era el bisabuelo de Michel-Louis Reneaulme de Lagaranne.

## Epónimos
En su honor fue honrado con los
géneros
- (Bromeliaceae) Renealmia L.[1]

- (Gentianaceae) Renealmia Houtt.[2]

- (Iridaceae) Renealmia R.Br.[3]

- (Menyanthaceae) Renealmia Houtt.[4]

- (Zingiberaceae) Renealmia L.f.[5]

## Publicaciones
- Ex curationibus observationes quibus videre ets (sic) morbos tuto cito et jucunde posse debellari si præcipue Galenicis præceptis chymica remedia veniant subsidio, Paris, apud Adrianum Beys, 1606.
- Specimen historiæ plantarum. Plantæ typis æneis expressæ, Paris, Hadrianus Beys, 1611.
- La Vertu de la fontaine de Médicis, près de Saint-Denys-les-Blois, Blois, 1618.